# Matvei Lvovici Minciaki
Matvei Lvovici Minciaki
a fost un diplomat rus, consul general în Principatele Române, care a prezidat comisia formata din boieri munteni si moldoveni, ce a elaborat Regulamentul Organic. A fost asistat de Pavel Kiseleff, care din 1829 administra principatele in calitate de guvernator.